# Hyalonema
Hyalonema is een geslacht van sponsdieren uit de klasse van de Hexactinellida.

## Soorten
- Hyalonema (Corynonema) calix Schulze, 1904
- Hyalonema (Corynonema) clathratum Ijima, 1895
- Hyalonema (Corynonema) cupressiferum Schulze, 1893
- Hyalonema (Corynonema) depressum (Schulze, 1886)
- Hyalonema (Corynonema) grandancora Lendenfeld, 1915
- Hyalonema (Corynonema) hercules Schulze, 1899
- Hyalonema (Corynonema) intersubgenerica Tabachnick, Janussen & Menschenina, 2008
- Hyalonema (Corynonema) natalense (Lévi, 1964)
- Hyalonema (Corynonema) owstoni Ijima, 1894
- Hyalonema (Corynonema) placuna Lendenfeld, 1915
- Hyalonema (Corynonema) populiferum Schulze, 1899
- Hyalonema (Corynonema) rotundum Ijima, 1927
- Hyalonema (Corynonema) tenuifusum Lendenfeld, 1915
- Hyalonema (Corynonema) tylostylum Lendenfeld, 1915
- Hyalonema (Corynonema) weltneri Schulze, 1895
- Hyalonema (Coscinonema) conus Schulze, 1886
- Hyalonema (Coscinonema) elegans (Schulze, 1886)
- Hyalonema (Coscinonema) gracile Schulze, 1886
- Hyalonema (Coscinonema) indicum Schulze, 1895
- Hyalonema (Coscinonema) kentii (Schmidt, 1880)
- Hyalonema (Coscinonema) kirkpatricki Ijima, 1927
- Hyalonema (Coscinonema) lamella Schulze, 1900
- Hyalonema (Coscinonema) ovatum Okada, 1932
- Hyalonema (Coscinonema) pateriferum Wilson, 1904
- Hyalonema (Coscinonema) polycoelum Lévi & Lévi, 1989
- Hyalonema (Coscinonema) schmidti Schulze, 1899
- Hyalonema (Coscinonema) tenue Schulze, 1887
- Hyalonema (Coscinonema) toxeres Thomson, 1873
- Hyalonema (Cyliconema) abyssale (Lévi, 1964)
- Hyalonema (Cyliconema) apertum Schulze, 1886
- Hyalonema (Cyliconema) clavapinulata Tabachnick, Janussen & Menschenina, 2008
- Hyalonema (Cyliconema) coniforme Schulze, 1904
- Hyalonema (Cyliconema) conqueror Tabachnick, Menshenina, Lopes & Hajdu, 2009
- Hyalonema (Cyliconema) curvisclera (Lévi, 1964)
- Hyalonema (Cyliconema) drygalskii Schulze & Kirkpatrick, 1910
- Hyalonema (Cyliconema) eupinnulum (Lévi, 1964)
- Hyalonema (Cyliconema) globiferum Schulze, 1904
- Hyalonema (Cyliconema) hozawai Okada, 1932
- Hyalonema (Cyliconema) infundibulum Topsent, 1896
- Hyalonema (Cyliconema) keiense Ijima, 1927
- Hyalonema (Cyliconema) lanceolata Tabachnick, Janussen & Menschenina, 2008
- Hyalonema (Cyliconema) madagascarense (Lévi, 1964)
- Hyalonema (Cyliconema) martabanense Schulze, 1900
- Hyalonema (Cyliconema) masoni Schulze, 1895
- Hyalonema (Cyliconema) molle Schulze, 1904
- Hyalonema (Cyliconema) nicobaricum Schulze, 1904
- Hyalonema (Cyliconema) ovatum Ijima, 1895
- Hyalonema (Cyliconema) pirum Schulze, 1895
- Hyalonema (Cyliconema) polycaulum Lendenfeld, 1915
- Hyalonema (Cyliconema) rapa Schulze, 1900
- Hyalonema (Cyliconema) simile Schulze, 1904
- Hyalonema (Cyliconema) somalicum Schulze, 1904
- Hyalonema (Cyliconema) tasmani (Lévi, 1964)
- Hyalonema (Cyliconema) tenerum Schulze, 1886
- Hyalonema (Cyliconema) thomsoni Marshall, 1875
- Hyalonema (Cyliconema) timorense Ijima, 1927
- Hyalonema (Cyliconema) tulipa Schulze, 1904
- Hyalonema (Cyliconema) valdiviae Schulze, 1904
- Hyalonema (Hyalonema) intermedium Ijima, 1927
- Hyalonema (Hyalonema) keianum (Ijima, 1927)
- Hyalonema (Hyalonema) parallelum (McCoy, 1844) †
- Hyalonema (Hyalonema) pellucidum Ijima, 1894
- Hyalonema (Hyalonema) proximum Schulze, 1904
- Hyalonema (Hyalonema) sieboldii Gray, 1835
- Hyalonema (Hyalonema) soelae Tabachnick, Janussen & Menschenina, 2008
- Hyalonema (Ijimaonema) aculeatum Schulze, 1895
- Hyalonema (Ijimaonema) cebuense Higgin, 1875
- Hyalonema (Ijimaonema) clavigerum Schulze, 1886
- Hyalonema (Ijimaonema) globus Schulze, 1886
- Hyalonema (Ijimaonema) heideri Schulze, 1895
- Hyalonema (Ijimaonema) topsenti Ijima, 1927
- Hyalonema (Leptonema) acuferum Schulze, 1893
- Hyalonema (Leptonema) campanula Lendenfeld, 1915
- Hyalonema (Leptonema) choaniferum (Lévi, 1964)
- Hyalonema (Leptonema) divergens Schulze, 1887
- Hyalonema (Leptonema) flagelliferum Ijima, 1927
- Hyalonema (Leptonema) lusitanicum Bocage, 1864
- Hyalonema (Leptonema) ovuliferum Schulze, 1899
- Hyalonema (Leptonema) solutum Schulze, 1904
- Hyalonema (Leptonema) spatha Tabachnick & Lévi, 2000
- Hyalonema (Leptonema) urna Schulze, 1904
- Hyalonema (Onconema) agassizi Lendenfeld, 1915
- Hyalonema (Onconema) obtusum Lendenfeld, 1915
- Hyalonema (Onconema) uncinata Tabachnick & Lévi, 2000
- Hyalonema (Oonema) aequatoriale Lendenfeld, 1915
- Hyalonema (Oonema) bianchoratum Wilson, 1904
- Hyalonema (Oonema) bipinnulum (Lévi, 1964)
- Hyalonema (Oonema) crassipinulum Lendenfeld, 1915
- Hyalonema (Oonema) densum Lendenfeld, 1915
- Hyalonema (Oonema) geminatum Lendenfeld, 1915
- Hyalonema (Oonema) henshawi Lendenfeld, 1915
- Hyalonema (Oonema) microstauractina Tabachnick & Lévi, 2000
- Hyalonema (Oonema) ovichela (Lévi, 1964)
- Hyalonema (Oonema) pedunculatum Wilson, 1904
- Hyalonema (Oonema) robustum Schulze, 1886
- Hyalonema (Oonema) sequoia Lendenfeld, 1915
- Hyalonema (Oonema) trifidum (Lévi, 1964)
- Hyalonema (Oonema) umbraculum (Lendenfeld, 1915)
- Hyalonema (Paradisconema) alcocki Schulze, 1895
- Hyalonema (Paradisconema) investigatoris Schulze, 1900
- Hyalonema (Paradisconema) vosmaeri Ijima, 1927
- Hyalonema (Phialonemiella) brevancora Lendenfeld, 1915
- Hyalonema (Prionema) agujanum Lendenfeld, 1915
- Hyalonema (Prionema) azuerone Lendenfeld, 1915
- Hyalonema (Prionema) crassum Lendenfeld, 1915
- Hyalonema (Prionema) dufresnei Tabachnick, Menshenina, Lopes & Hajdu, 2009
- Hyalonema (Prionema) fimbriatum Lendenfeld, 1915
- Hyalonema (Prionema) pinulifusum Lendenfeld, 1915
- Hyalonema (Prionema) poculum Schulze, 1886
- Hyalonema (Prionema) repletum Reiswig, 2000
- Hyalonema (Prionema) spinosum Lendenfeld, 1915
- Hyalonema (Prionema) validum Schulze, 1904
- Hyalonema (Thamnonemiella) thamnophorum (Ijima, 1927)